# サム・ランシー
サム・ランシー（クメール語: សម រង្ស៊ី, 1949年3月10日 - ）は、カンボジアの政治家。
財務相、下院議員、カンボジア救国党党首（初代）、サム・ランシー党党首（初代）、クメール国民党（初代）を務めた。

## 経歴
サム・ランシーは1949年にプノンペンに生まれた。彼は1965年にフランスへと移住し、学生生活を送ったのちにパリの金融企業に就職。常務取締役 兼 投資顧問を務める。
その後、フンシンペックの一員となり、1992年にカンボジアに帰国した翌年にシェムリアップ州の州議会議員に選出された。彼は財務相を務めるが、1994年の不信任決議によって議会を追放され、翌年の1995年にクメール国民党 (KNP) を設立し、1998年の国民議会選挙の前にサム・ランシー党 (SRP) と名称を変更した。同選挙でサムはコンポンチャム州の州議会の一員に選出され、SRPは14%の得票数を獲得。2003年の選挙においては22%にまで得票数を引き上げる。
しかしその後、SRPの幹部であるChea PochとCheam Channyと共に不逮捕特権を剥奪され、これを受けて2005年2月3日にサムは国外逃亡するが、Cheam Channy は逮捕され、軍事刑務所に拘留された。ランシーはカンボジア人民党とフンシンペックの連立政権を非難し、さらには2004年1月22日に発生したSRP系列下の労働組合のリーダーであるチア・ヴィチアの殺害に関与したとしてフン・センを非難したことで名誉毀損の罪で告訴された。
当時の米国大使館は政府が抵抗勢力を抑圧しようとしている事態に危惧を示し、他国の大使館や国内外の団体も同様の態度を示した。2005年12月22日、サムは先の名誉毀損に関して欠席裁判にかけられ、懲役1年6ヶ月と約1,4000米国ドルの賠償金を支払うよう言い渡されるも、2006年2月5日にノロドム・シハモニ国王の恩赦を受け、その5日後にカンボジアに帰国した。
2009年10月に、ランシーはスヴァーイリアン州チャントリア郡におけるカンボジアとベトナムとの国境線が本来のカンボジア領よりも内側に引かれていることに抗議を示すために地域住民と共に国境杭を引き抜いた。
ベトナム政府の外務省はランシーたちの行為を非難し、カンボジア政府に対して現時点で確定している国境線を遵守するよう要請。その声明の中でサム･ランシーの行動を「公共物を破壊する誤った行為であり、2国間の法や条約、同意を破っている」と非難した。
10月25日にランシーは民族間の対立の誘発と器物破損の罪に問われ、11月には国会によって不逮捕特権を剥奪された。
その後、スヴァーイリアン地方裁判所に出頭を命じられるも姿を現さず、2010年1月1日には逮捕令状を出されるも、その頃ランシーは既にフランスへと亡命していた。2010年9月には欠席裁判によって懲役10年の実刑を言い渡される。その後、2013年7月12日にノロドム・シハモニ国王の恩赦によってカンボジアへの帰国を許されるも、7月28日の総選挙への立候補は許されなかった。
この選挙に不正があったと主張する救国党は国民議会をボイコットし、政治的膠着が続くことになる。しかし、2014年7月22日のサム・ランシー＝フン・セン会談により、救国党の議会復帰が合意される。サム・ランシーも比例候補者名簿に事後的に加わることが認められ、同年8月5日の議員就任宣誓式に出席した。
2016年12月にランシーは裁判所から、「カンボジア、ベトナム国境に関する虚偽の内容の文書を公文書としてフェイスブックに掲載した」として、被告不在のまま禁錮5年の実刑判決を言い渡された。
2017年7月11日、救国党の党首を辞任し離党する意向を明らかにした。ランシーは名誉毀損容疑などでの逮捕を避けるために2015年11月からフランスに逃れている。フン・セン政権は、政党指導者が罪を犯した場合政党を解散させることができる政党法改正を進めており、辞任は避けられない状態と見られていた。後任の党首にはケム・ソカー副党首が就任した。
2022年10月19日、プノンペンの裁判所は「国土の全部、もしくは一部を外国組織に譲渡しようとした」として、被告不在のままランシーに終身刑を言い渡した。

## 家族
サム･ランシーの父であるサム・サリーは教育相を経験した後、1950年代にノロドム・シハヌーク政府の内閣官房副長官を務めた。
サム･ランシーの母であるイン・エムは、カンボジア人女性として初めてバカロレア資格を取得した人物として知られる。
1959年に生じた謀略嫌疑によって父であるサム･サリーは当時10歳であったサム・ランシーを伴ってフランスへと亡命し、母は謀略への関与で刑務所に収監された。
祖父のサム・ネアンはカンボジア王宮に仕えた人物で、1940年代の左派政党であるカンボジア民主党の卓越したメンバーの1人であった。
サム･ランシーは彼の設立したSRPの党員であるTioulong Samuraと結婚し、Patrice Sam, Muriel Sam, Rachel Samの3人の子を儲ける。
Tioulong Samuraの父であるニエク・トゥロンは1962年にen:Khmer Renovationを設立し、党首を務めた経験のある軍人である。
サム・ランシーと彼の妻は、自らの祖先は中国系であると語っており 、1954年にニエク・トゥロンが周恩来と会談した際、彼の祖父が中国からの移民であると判明したことをその根拠としている。

## 学士号
経営学（経営学修士　INSEAD フランス・フォンテンブロー校　1980年取得）
会計学（Diplôme d'études supérieures comptables et financières　フランス文部科学省発行　1979年取得）
経済学（Maîtrise + Diplôme d'Etudes Supérieures de Sciences Economiques de la Faculté de Droit et des Sciences Economiques de Paris　1973年取得）
政治学（Diplôme de l'Institut d'Etudes Politiques de Paris　1971年取得）